# Plaza del Socorro
La plaza del Socorro es un espacio público de la ciudad española de Segovia.

## Descripción
La plaza está encerrada por la calle con la que comparte nombre, la de la Judería Nueva, la de Martínez Campos y la de San Valentín. Aparece descrita en Las calles de Segovia (1918) de Mariano Sáez y Romero con las siguientes palabras:

Socorro (Plazuela del).—Este recinto se encuentra entre las calles de Martínez Campos y calle del Socorro. Da nombre a la plazuela y a la calle inmediata la parte posterior de la artística puerta de San Andrés, que tiene encima de su entrada un camarín en que se venera la Virgen del Socorro y que fué trasladada desde el hospital de Atezana, que estaba en lo que es hoy calle de Juan Bravo. La puerta de San Andrés tiene su mayor visualidad por la calle de San Valentín. Hay en la plazuela una fuente de piedra y casas de modesta apariencia.
(Sáez y Romero, 1918, p. 183)